# Boriszlav Mihajlov
Boriszlav Biszerov Mihajlov, bolgárul: Борислав Бисеров Михайлов; (Szófia, 1963. február 12. –) bolgár válogatott labdarúgókapus.
A bolgár válogatott tagjaként részt vett az 1996-os Európa-bajnokságon, illetve az 1986-os, az 1994-es és az 1998-as világbajnokságon.

## Sikerei, díjai
Levszki Szofija
- Bolgár bajnok (3): 1983–84, 1984–85, 1987–88
- Bolgár kupa (2): 1983–84, 1985–86

Egyéni
- Az év bolgár labdarúgója (1): 1986